# Carlo Zappelli
Carlo Zappelli (Viareggio, 3 maggio 1914 – ...) è stato un calciatore italiano, di ruolo centrocampista.

## Biografia
Suo fratello Pietro era a sua volta un calciatore professionista; per questo motivo, veniva indicato spesso anche come Zappelli (II).

## Carriera
Nella stagione 1933-1934 esordisce in Serie B con il Viareggio, con cui successivamente gioca nella serie cadetta anche nella stagione 1935-1936 e nella stagione 1936-1937, che si conclude con la retrocessione in Serie C dei toscani. Passa quindi allo Spezia, con cui nella stagione 1937-1938 gioca 10 partite in Serie B. Nella stagione 1938-1939 gioca invece 13 partite, rimanendo allo Spezia anche nella stagione 1939-1940, disputata in Serie C e chiusa con la vittoria del campionato, traguardo a cui Zappelli contribuisce con 25 presenze (20 in campionato e 5 nel girone finale per determinare le squadre promosse in Serie B). Rimane nella squadra ligure anche per una quarta stagione, la 1940-1941, nella quale gioca una partita in Coppa Italia e 24 partite in Serie B. Successivamente milita nuovamente nel Viareggio, con cui nella stagione 1946-1947 gioca 6 partite in Serie B.

## Palmarès

### Club

#### Competizioni nazionali
- Prima Divisione: 1

Viareggio: 1932-1933
- Serie C: 1

Spezia: 1939-1940